# Dragonet jaspiat
El dragonet jaspiat (Strophurus elderi), és una espècie de dragó, de la família Diplodactylidae. Anteriorment classificat dins del gènere Diplodactylus, és un dels 22 dragons que pertanyen al gènere Strophurus. És endèmic de les regions àrides del centre i nord-oest d'Austràlia.

## Etimologia
El nom específic, elderi, és en honor al filantrop escocès-australià Thomas Elder.

## Descripció
De cos suau, amb extremitats pentadàctiles (és a dir, cinc dígits a cada extrem), el dragonet jaspiat és un llangardaix que mesura entre 65 i 75 mm, 45 mm si es conta només des del musell fins a la cloaca. La cua és carnosa i equival al 55% de la longitud del musell. Els colors dorsals són de marró fosc a gris vellutat amb taques blanques de vora fosca disperses corresponents a tubercules engrandides (roseta d'escates amb una escala central augmentada). El color ventral és blanc brut amb taques més fosques i més pàl·lides. Els ulls són de color marró-gris amb una escletxa vertical i estan coberts per un disc convex transparent que es neteja i humite regularment amb la seva llengua ampla i carnosa. La coberta dels ulls es desprèn periòdicament juntament amb la capa exterior de la pell. Els dits presenten petites urpes retràctils que es troben dins d'un solc entre les làmines distals. Els coixinets subdigitals s'expandeixen i es modifiquen especialment per agafar el fullatge d'espinós esvelt (<1 cm de diàmetre) de l'herba spinifex. Es distingeix d'altres espècies de Strophurus a causa de la manca de porus precloacals, ornamentació caudal i mucosa oral brillant.
És un animal ovípar, el que significa que l'espècie produeix ous que es desclouen fora del cos. Les femelles ponen dos ous per cada posta, i es poden produir més d'una posta per una còpula.

## Hàbitat
És una espècie graminícola (que habita l'herba) i viu i s'alimenta gairebé exclusivament dins dels triodies. Aquestes plantes proporcionen un nínxol microclimàtic ideal, així com un refugi i protecció dels depredadors. També es presenta com una cúpula hemisfèrica baixa i densa, de menys d'1,5 m d'alçada, que s'expandeix cap a l'exterior des del centre per formar anells; a mesura que continua el creixement de les fulles, el centre s'apaga formant un dens munt d'espines afilades com una agulla. La triodia es manté significativament més fresc que el sòl nu que l'envolta, i la seva estructura d'arrel robusta i unió proporciona un substrat ideal per excavar. Com a espècie nocturna, aquest dragonet es refugia dins o sota la planta durant el dia i s'alimenta dins i al voltant a la nit. És insectívor, menja una varietat de petits invertebrats com ara grills, erugues, larves, tèrmits, aranyes, paneroles i arnes.

## Amenaces
Va ser catalogat com a espècie vulnerable segons la Llei de conservació d'espècies amenaçades de NSW el 25 d'octubre de 2004. Està classificada com la menys preocupant segons la UICN, actualment és amenaçat per la pèrdua i la destrucció de l'hàbitat a causa dels canvis en els règims de pastura, les alteracions en la freqüència i intensitat dels incendis i la depredació d'animals salvatges com ara gats i guineus. Un depredador conegut és el llangardaix serp de Burton.

## Galeria

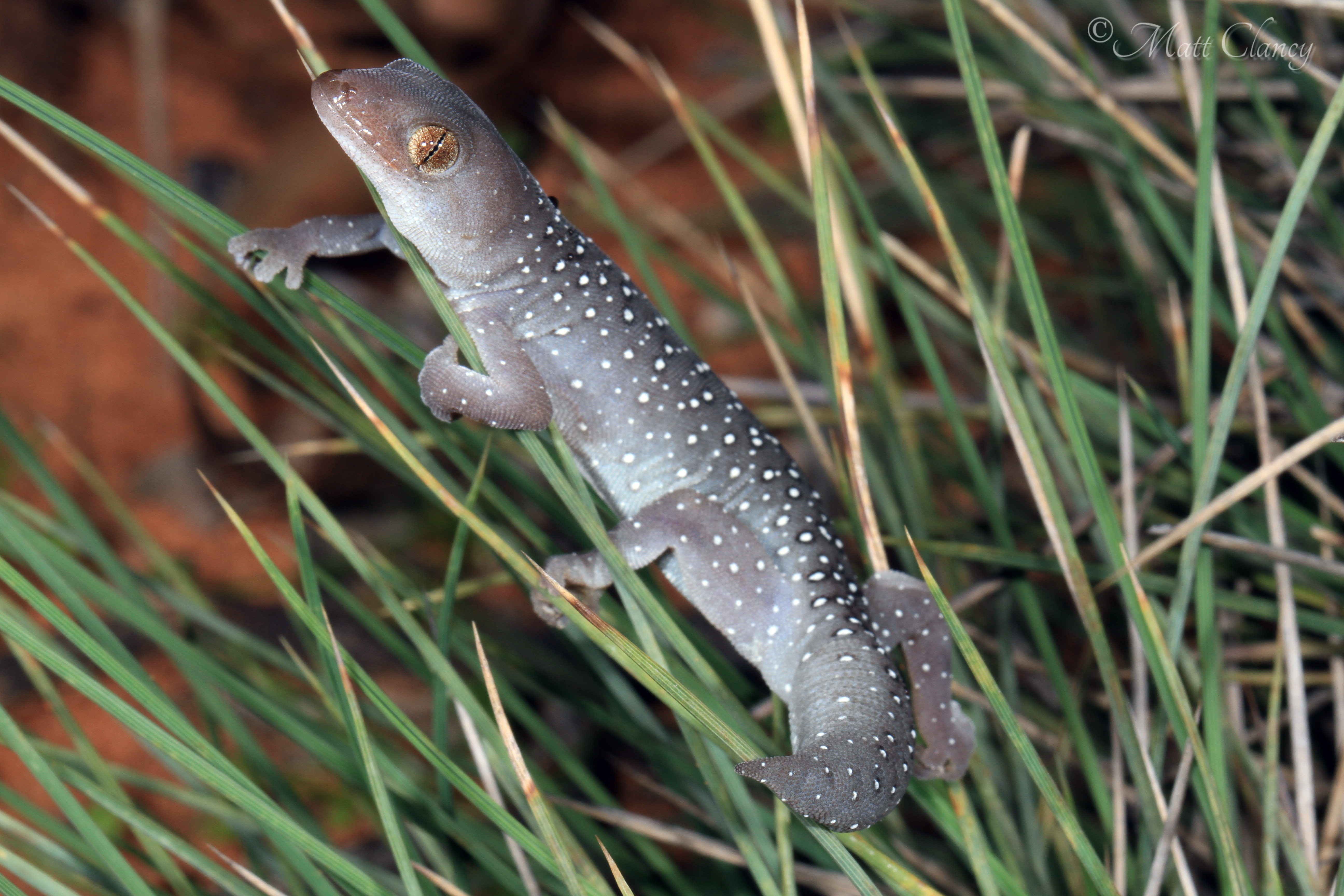
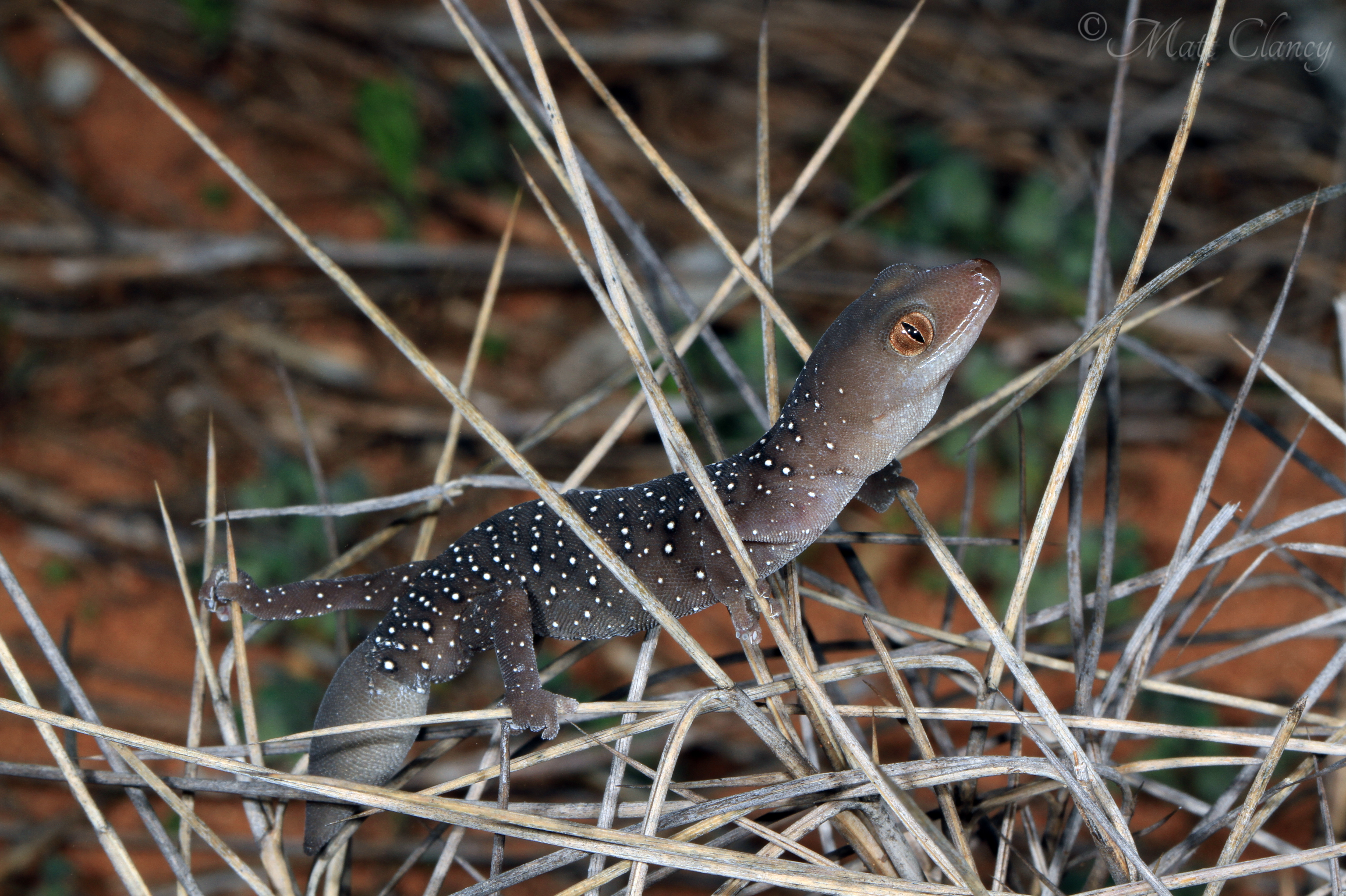
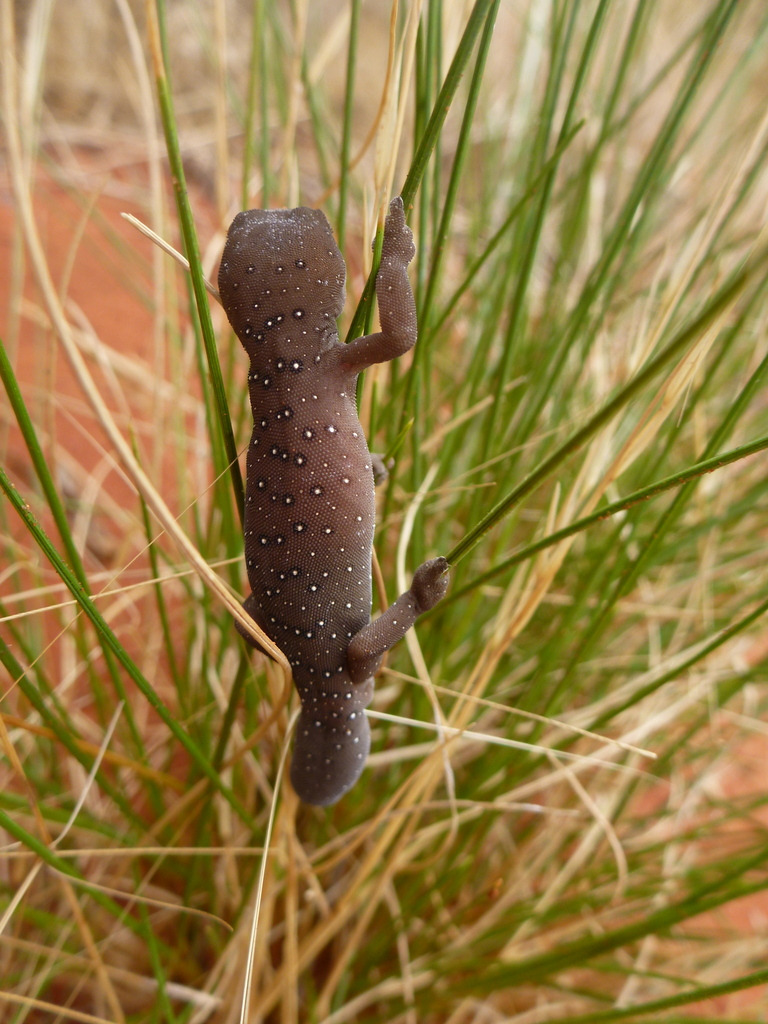